# Август Ваґа
Август Ваґа (ест. August Vaga; *15 березня 1893, Кегра — †11 грудня 1960, Тарту) — естонський ботанік. Багато його досліджень з ботаніки були проведеними у Тарту, і він співпрацював з естонським Інститутом зоології та ботаніки від його заснування у 1947 до 1952 року.